# Johan Rodríguez
Johan Rubén Rodríguez Álvarez, plus connu sous le nom de Johan Rodríguez, né le 15 août 1975 à Monterrey au Mexique, est un footballeur international mexicain. 

## Carrière

### En club
- 1996-1998 : Cruz Azul -  Mexique
- 1999-2004 : Santos Laguna -  Mexique
- 2004-2005 : Necaxa -  Mexique
- 2006 : Monarcas Morelia -  Mexique
- 2007 : Querétaro FC -  Mexique

### En équipe nationale
17 sélections et 2 buts avec  Mexique entre 2000 et 2002.

## Palmarès

### En club
- Avec Cruz Azul :
  - Champion du Mexique en 1997 (Invierno).

- Avec Santos Laguna :
  - Champion du Mexique en 2001 (Verano).

### En sélection
- Avec l'équipe du Mexique :
  - Finaliste de la Copa América en 2001.